# Hosta longissima
Hosta longissima är en sparrisväxtart som beskrevs av Fumio Maekawa. Hosta longissima ingår i släktet funkior, och familjen sparrisväxter. Inga underarter finns listade i Catalogue of Life.